# Carlos de Viana
Carlos de Viana (Peñafiel, Castilla, 29 de mayo de 1421-Barcelona, 23 de septiembre de 1461) fue infante de Aragón y de Navarra, príncipe de Viana (1423-1461) y de Gerona (1458-1461), duque de Gandía (1439-1461) y de Montblanch (1458-1461), y rey titular de Navarra como Carlos IV (1441-1461).
Carlos de Viana fue hijo del infante Juan de Aragón (hermano menor de Alfonso V, y a partir de 1458, coronado rey de Aragón, con el nombre de Juan II) y de la reina Blanca I de Navarra (m. en 1441), hija y heredera de Carlos III de Navarra (m. en 1425). El príncipe de Viana es conocido por los enfrentamientos dinásticos con su padre, por su papel en la escritura y en el mecenazgo de la cultura y las artes. 
De él la historiadora Carme Batlle ha escrito: «si bien se manifestó resuelto y valeroso en defensa de sus derechos en Navarra, generoso y desinteresado en Sicilia, en Cataluña resultó más sumiso y humilde, acaso por hallarse ya gravemente enfermo. Su personalidad no fue la de un político de talla, ni de un hombre de acción, sino la de un humanista que cultivó la música, la poesía y escribió una obra histórica, la Crónica de Navarra».
Por su parte José María Lacarra ha afirmado lo siguiente: «Sin ser un santo, era Carlos un hombre deseoso de paz, tímido y sentimental, impresionable, fácil de convencer por los que le rodeaban, pero con una fe absoluta en la justicia de su causa y en la razón que le asistía al defender sus derechos. Con una gran preocupación ética y un elevado concepto del deber, la defensa de estos derechos había de chocar en su conciencia con los deberes de respeto y obediencia que como hijo tenía para con su padre».

## Biografía

### Primeros años

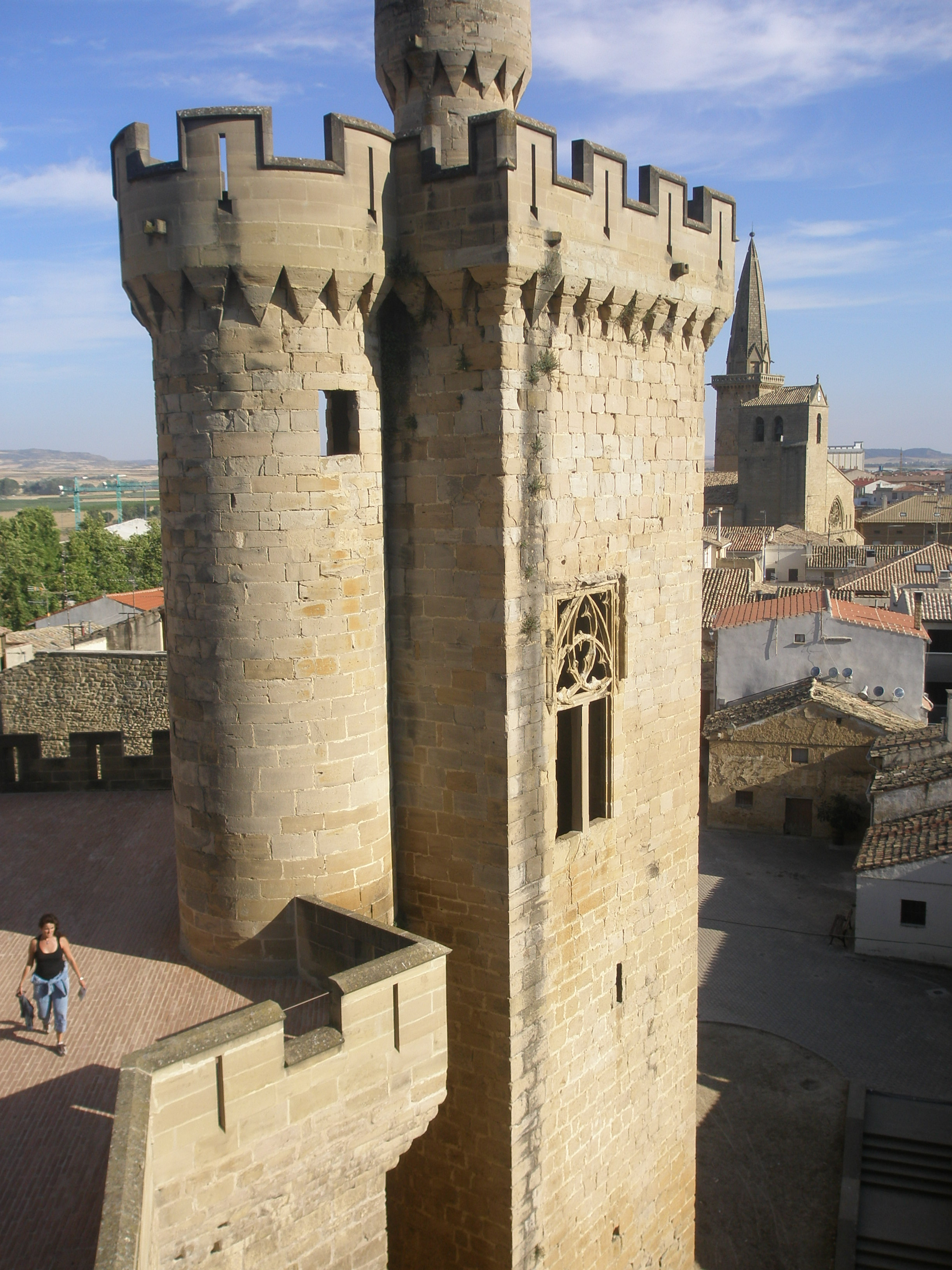
En el palacio de Olite se educó el príncipe Carlos de Viana.

Después de su nacimiento en las tierras castellanas, en la fortaleza de la Villa de Peñafiel, Carlos fue educado en el Palacio Real de Olite, recibiendo las máximas atenciones de su abuelo Carlos III el Noble. El 11 de junio de 1422 fue jurado como heredero de la corona de Navarra sin hacerse ninguna mención a su padre el infante don Juan. Al año siguiente, recibió el título de Príncipe de Viana creado para él por su abuelo. Su educación fue muy completa, alternando los ejercicios como el remo, la caza o la monta con los estudios literarios y la administración de los asuntos del reino. 
Esta es la descripción que hace José María Lacarra de su educación:

Su instrucción fue variada y completa; conocía el francés, como se ve por los libros de su biblioteca, en buena parte franceses; durante su estancia en Italia algunas de sus cartas fueron escritas en italiano o en catalán, pero su formación fue esencialmente eclesiástica y medieval; le gustaba la música y aprendió a dibujar. (…) Durante su estancia en Italia entró en contacto con el Renacimiento, y si ser tenido por un humanista, es entonces cuando se adentró más en el conocimiento de los clásicos latinos y aún de los griegos, aunque no llegara a conocer esta lengua. Su colección de libros y medallas están dentro de la tradición renacentista.
Su educación militar fue la propia de un caballero de su tiempo. Le gustaban la caza y los caballos. (…) Sabemos también de su afición a los animales salvajes, que ya era una tradición en el palacio de Olite. (…) Al igual que su padre y abuelo le gustaban los trajes lujosos, las joyas y los muebles suntuosos. Pronto se inició en las fiestas, comidas y bailes que volvieron a animar los salones del palacio de Olite.
La educación recibida fue, en suma, muy cuidada desde el punto de vista moral e intelectual y menos en el aspecto político. Buena para épocas de paz, no se acomodaba a los ambientes de intrigas y luchas políticas en que habría de moverse.

En 1439 se casó con Inés de Cleves y su padre le concedió el ducado de Gandía, señorío del Reino de Valencia que él ostentaba.

### Pleito sucesorio

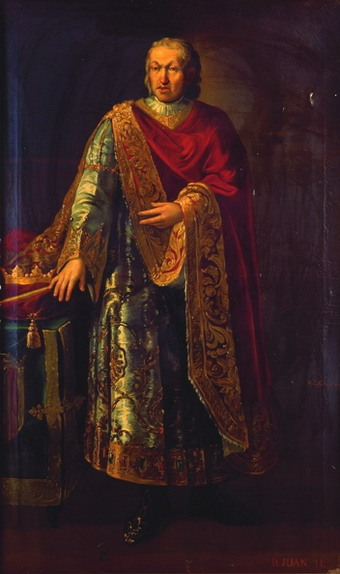
Juan II de Aragón mantuvo toda su vida pretensiones contra su hijo de retener la Corona navarra.

En mayo de 1441 murió su madre doña Blanca I de Navarra,  lo que planteó un pleito sucesorio con su padre don Juan rey consorte de Navarra. Según los capítulos matrimoniales del enlace entre don Juan y doña Blanca celebrado en 1420 los derechos a la Corona navarra pasarían a la muerte de doña Blanca al hijo que tuvieran ambos y que si ella fallecía antes que su esposo sin sucesión, don Juan debería abandonar Navarra, pues «como extranjero» no esperaba «la subcesión e herencia del dicho reyno de Navarra» más que en virtud de los derechos de su mujer. Sin embargo, en los capítulos nada se estipuló sobre qué papel tendría el futuro rey consorte de Navarra en el caso de la muerte de su esposa con hijos mayores de edad. En el testamento de doña Blanca, rubricado en Pamplona dos años antes de su muerte, efectivamente legaba la corona de Navarra a su hijo Carlos de Viana, pero en el mismo introdujo un párrafo que será el objeto de la controversia entre padre e hijo. En él se decía: «Y aunque el dicho príncipe, nuestro caro y muy amado hijo, pueda, después de nuestra muerte, por causa de herencia y derecho reconocido, intitularse y nombrarse rey de Navarra y duque de Nemours, no obstante, por guardar el honor debido al señor rey su padre, le rogamos, con la mayor ternura que podemos, de no querer tomar estos títulos sin el consentimiento y la bendición del dicho señor padre». Blanca I pensaba que con esta cláusula aseguraría la paz entre el hijo y el padre, pero a la postre sólo condujo a un odio irreconciliable, ya que ninguno de los dos quiso renunciar a los que consideraban sus derechos a la Corona de Navarra.
Atendiendo a la cláusula del testamento de doña Blanca, don Juan no renunció al título de rey de Navarra, pero nombró Lugarteniente general del reino a su hijo Carlos de Viana en un momento en que aquel estaba envuelto en la guerra civil castellana de 1437-1445 —la entrevista entre padre e hijo tuvo lugar en noviembre de 1441 en Santo Domingo de la Calzada—. Sin embargo, como ha destacado Jaume Vicens Vives, «el problema constitucional quedó sin resolver, ya que siendo el príncipe de Viana el verdadero monarca propietario del reino, mal podía su autoridad someterse a la de Juan de Aragón». En este sentido es revelador que, cuando recibió los poderes de su padre en diciembre de 1441, el príncipe de Viana dejó claro que lo hacía sin menoscabo de sus derechos soberanos a la Corona navarra —hizo levantar acta de «que la carta de su señoría parecía ir en perjuicio del derecho de propiedad que tenía del reino, como señor propietario, y que no tenía intención de usar, ni de esta provisión ni de ningún poder emanado del rey, sino de su propio poder, y de la autoridad que Dios y la naturaleza, su derecho de sucesión y descendencia le daban y reservaban en el reino», añadiendo a continuación «que todas las cosas que así hiciera era por respeto a la persona del rey su padre, y no porque le reconociera derecho alguno sobre el reino»—. Así, mientras don Juan siguió ocupado en la guerra castellana, la gobernación de Navarra la ejerció el príncipe de Viana sin ninguna intromisión de su padre. La situación cambió cuando terminó la guerra en 1445 con la completa derrota de don Juan, y este volvió a Navarra; pero, sobre todo, tras la boda del rey con Juana Enríquez en 1447, un enlace que los partidarios de Carlos de Viana consideraron que dejaba sin efecto cualquier prerrogativa que pudiera detentar en Navarra en virtud del testamento de doña Blanca.
El pleito sucesorio se enmarañó a causa de la rivalidad entre beaumonteses y agramonteses. En efecto, Carlos de Viana tenía como ayo y principal consejero a Juan de Beaumont, gran prior de la Orden de San Juan de Jerusalén en Navarra, y había prodigado concesiones de rentas y posesiones a los miembros de esta familia, y en especial al jefe de la misma Luis de Beaumont, pero también al propio gran prior ―que recibió el señorío sobre la villa de Corella, en la zona del Llano―, y a Juan de Ezpeleta, esposo Clara de Beaumont. Todo esto perjudicó en muchas ocasiones a los intereses de los agramonteses, por lo que estos tomaron partido por don Juan de Aragón.
El conflicto entre los dos bandos se agudizó cuando don Juan se instaló con su corte en Olite el 1 de enero de 1450 y comenzó a actuar como rey de Navarra ―una autoridad que él estimaba ostentar en virtud del testamento de su primera esposa doña Blanca―, nombrando a personas de su confianza en los cargos de responsabilidad del reino, muchos de ellos miembros del clan de los agramonteses, y revocando las concesiones hechas por el príncipe de Viana a los beaumonteses. El creciente descontento de estos fue aprovechado por el rey de Castilla Juan II y por su valido don Álvaro de Luna, que concertaron con ellos un plan para derrotar a don Juan aprovechando la ausencia de éste del reino. Así, en julio, el rey castellano concentró un ejército en la frontera con el Navarra, mientras Carlos de Viana y los principales cabecillas beaumonteses, con Juan y Luis de Beaumont al frente, se refugiaban en San Sebastián, fuera del reino. Aunque hubo algunos choques militares entre ambos bandos, el conflicto se resolvió momentáneamente con la reconciliación entre padre e hijo en mayo de 1451.
Pero en aquel momento, según Jaume Vicens Vives, «Carlos de Viana no era más que un muñeco en las diestras manos de Álvaro de Luna», y en agosto de 1451 los castellanos lanzaron una gran ofensiva contra el reino de Navarra, tomando el castillo de Buradón, situado en la frontera, y sitiando la villa de Estella. Las tropas castellanas acabaron retirándose tras haber concertado en Estella una alianza con el príncipe de Viana ―que fue firmada el 8 de septiembre de 1451― en contra de don Juan, quien había marchado a Zaragoza para buscar refuerzos con los que hacer frente a la invasión castellana. Al firmar el tratado de Estella, Carlos de Viana se alineaba con los peores enemigos de don Juan, por lo que ya no era posible una nueva conciliación.

### Guerra Civil
El choque entre los dos bandos se produjo el 23 de octubre de 1451 en la batalla de Aybar, en la que resultaron derrotados los vianistas y Carlos de Viana y el conde de Lerín Luis de Beaumont fueron hechos prisioneros. Carlos de Viana, encarcelado en una fortaleza de Aragón, llegó a un acuerdo con su padre que fue firmado en Zaragoza el 24 de mayo de 1453. En él acordaron compartir la gobernación del reino de Navarra. Sin embargo, una vez recuperada la libertad, Carlos de Viana incumplió lo acordado y volvió a aliarse con los beaumonteses para intentar hacerse con la corona. Intervino entonces la reina María de Aragón, quien, tras entrevistarse con su hermano el rey Juan II de Navarra en Valladolid, consiguió que el 7 de diciembre se firmara una tregua de un año entre las  Coronas de Castilla, de Aragón y el reino de Navarra y entre don Juan y Carlos de Viana (Concordia de Valladolid). Sin embargo, este año de tregua de 1454 ―en el transcurso del cual murió el rey Juan II de Castilla, sucediéndole el príncipe de Asturias con el nombre de Enrique IV― no fue aprovechado para conseguir la reconciliación entre Carlos de Viana y su padre.
Finalizada la tregua establecida en la Concordia de Valladolid la facción beaumontesa volvió a la guerra y el 27 de marzo de 1455 asaltó San Juan de Pie de Puerto. El 4 de agosto tenía lugar una nueva batalla ―la de Torralba― entre agramonteses y beaumonteses. Estas acciones colmaron la paciencia de don Juan quien tomó una decisión de enorme trascendencia: desposeer a Carlos de Viana y a su hermana doña Blanca, que le apoyaba, de sus derechos a la Corona de Navarra para cedérselos a su tercera hija Leonor casada con Gastón IV de Foix. El acto se celebró el 3 de diciembre de 1455 en Barcelona ―en aquel momento don Juan era también lugarteniente del Principado de Cataluña por designación de su hermano el rey Alfonso el Magnánimo que seguía en Nápoles―. El historiador Jaume Vicens Vives reconoce que «don Juan de Aragón no poseía títulos satisfactorios para vulnerar el testamento de doña Blanca, reina propietaria de Navarra» pero justifica su actitud por el «hecho del reiterado incumplimiento de la palabra dada por el príncipe de Viana; pero aún en este caso, el odio y la ira son malos consejeros».
La respuesta beaumontesa fue seguir defendiendo los derechos de Carlos de Viana a la corona de Navarra, pero los agramonteses recibieron refuerzos del conde de Foix lo que resultaría decisivo. El fracaso de los beaumonteses para tomar Tudela convenció a Carlos de Viana de que la mejor forma de hacer valer sus derechos era abandonar Navarra y buscar apoyos en el rey de Francia y sobre todo en su tío el rey de Aragón Alfonso el Magnánimo, que había fijado su corte en Nápoles. A pesar de su marcha, que se produjo en mayo de 1456, los beaumonteses siguieron luchando por la causa vianista y el 16 de marzo de 1457 llegaron a proclamar a Carlos de Viana como rey de Navarra. Pero el impacto de esta proclamación fue muy reducido porque los castellanos no la apoyaron. El nuevo rey Enrique IV se atuvo a lo establecido en la Concordia de Valladolid y mantuvo la paz con don Juan. E incluso el propio Carlos de Viana, entonces en Nápoles, le recriminó a Juan de Beaumont haber hecho esa proclamación.
Efectivamente, Carlos de Viana, tras pasar por la corte de Carlos VII de Francia sin obtener el apoyo para su causa, se había dirigido a Nápoles, a donde llegó el 20 de marzo de 1457. Allí el 30 de junio aceptó el arbitraje del Magnánimo para solventar el conflicto con su padre y el rey aragonés envió a Navarra a Lluís Despuig, maestre de la Orden de Montesa, para que su hermano don Juan también lo aceptara como mediador. La embajada de Despuig tuvo éxito y no sólo consiguió que don Juan admitiera el arbitraje del Magnánimo, sino que se firmara en marzo de 1458 una tregua de seis meses entre agramonteses y beaumonteses, además de que estos últimos revocaran la proclamación de Carlos de Viana como rey de Navarra. También consiguió que don Juan paralizara el proceso que había iniciado contra su hijo, todo ello a la espera del fallo arbitral del Magnánimo, pero este nunca llegó a producirse, pues don Alfonso falleció en junio de 1458. Como ha señalado la historiadora Carme Batlle, «en la corte humanista del Magnánimo, el príncipe, por su educación y por sus dotes de poeta e historiador, se hallaba en su ambiente y además su tío apoyaba su nombramiento como primogénito y heredero. Mientras, continuaba la guerra civil en Navarra...».
Tras la muerte del rey aragonés, Carlos de Viana se embarcó para Sicilia, a donde llegó el 15 de julio de 1458. Allí logró el apoyo del Parlamento siciliano, que acordó requerir a don Juan, nuevo rey de la Corona de Aragón tras la muerte de su hermano Alfonso V con el nombre de Juan II de Aragón, para que en calidad de su «primogénito», es decir, como heredero de la Corona aragonesa, nombrara a Carlos de Viana virrey y lugarteniente general del reino de Sicilia, «con obligación de residir en la isla». Pero Juan II no sólo no aceptó la propuesta —solo diez días después de haber sido proclamado rey Juan II había otorgado a su segundo hijo varón, el príncipe don Fernando, el título de duque de Montblanch, una dignidad tradicionalmente reservada al heredero de la Corona—, sino que ordenó a su hijo que regresara. Este obedeció y el 23 de julio de 1459 embarcó en Palermo rumbo a Mallorca, a donde llegó el 20 de agosto. Allí esperó la respuesta de Juan II de Aragón a la embajada que le envió en busca de la reconciliación.

### Concordia, encarcelamiento, liberación y muerte
En diciembre de 1459 se alcanzó el acuerdo de reconciliación, que, firmado en Barcelona el 26 de enero de 1460, será conocido como Concordia de Barcelona. En ella Carlos de Viana se comprometía a devolver a su padre la parte de Navarra que seguía en manos de sus partidarios, y a cambio conseguía el perdón personal y recobrar el principado de Viana, aunque se le prohibía residir en Navarra ―y en Sicilia― y no se le reconocía la «primogenitura» aragonesa ―«que [en la Corona de Aragón] era un cargo público y no un derecho natural derivado del primer nacimiento, aunque uno y otro solían ir vinculados»―. Sin embargo, el título de «primogénito de Aragón, de Navarra y de Sicilia» lo venía utilizando Carlos de Viana desde la muerte del rey Alfonso V el Magnánimo.
En cuanto a por qué Juan II de Aragón no quiso reconocer al príncipe de Viana como su «primogénito», se ha dicho que es porque prefería al infante Fernando, primer hijo varón nacido de su segundo matrimonio con Juana Enríquez y que estaría influido por esta. Jaume Vicens Vives rechaza esta razón alegando que no existe ninguna prueba documental de ello y lo achaca a un problema político más que a un tema familiar. Reconocerlo como primogénito suponía otorgarle «plenas funciones de gobierno a una persona cuya discrepancia mental con el soberano ―por las razones espirituales y políticas que sean― era tan evidente como para hacer imposible toda tarea mancomunada». Además hay que tener en cuenta la falta de descendencia masculina legítima de don Carlos, a punto de cumplir los cuarenta años de edad. Por su parte, Carme Batlle señala tres posibles causas: «podía ser por su temor a perder poder, por desconfiar de su hijo y acaso porque acariciaba la idea de legar la Corona de Aragón al príncipe Fernando».
A finales de marzo de 1460 Carlos de Viana abandonó Mallorca en dirección al Principado de Cataluña y el 31 hizo su entrada triunfal en Barcelona. En la misma se utilizó la fórmula de primer fill nat (‘primer hijo nacido’) para no entrar en la vidriosa cuestión de la primogenitura. El 14 de mayo se encontraron padre e hijo en Igualada ―durante el encuentro Juan II de Aragón le dijo a don Carlos: «si me haces hechos de buen hijo, te haré hechos de buen padre»― y a al día siguiente hicieron su entrada conjunta en Barcelona acompañados por la reina Juana Enríquez, el infante don Fernando ―que entonces acababa de cumplir los ocho años de edad― y los hijos naturales del rey, don Juan, recién nombrado arzobispo de Zaragoza, y don Alfonso. Sin embargo, la reconciliación era solo superficial, pues Carlos de Viana, al no haber sido reconocida su primogenitura —de hecho Juan II había prohibido que se utilizara el título de «primogénito» para referirse a él y había rechazado la petición de la Cortes de Aragón para que lo reconociera y conseguir así «reducir sus reinos a una paz universal»—,  entró en contacto con el rey de Castilla Enrique IV para concertar una alianza mediante el matrimonio con su hermana la infanta Isabel, que entonces contaba con nueve años de edad.

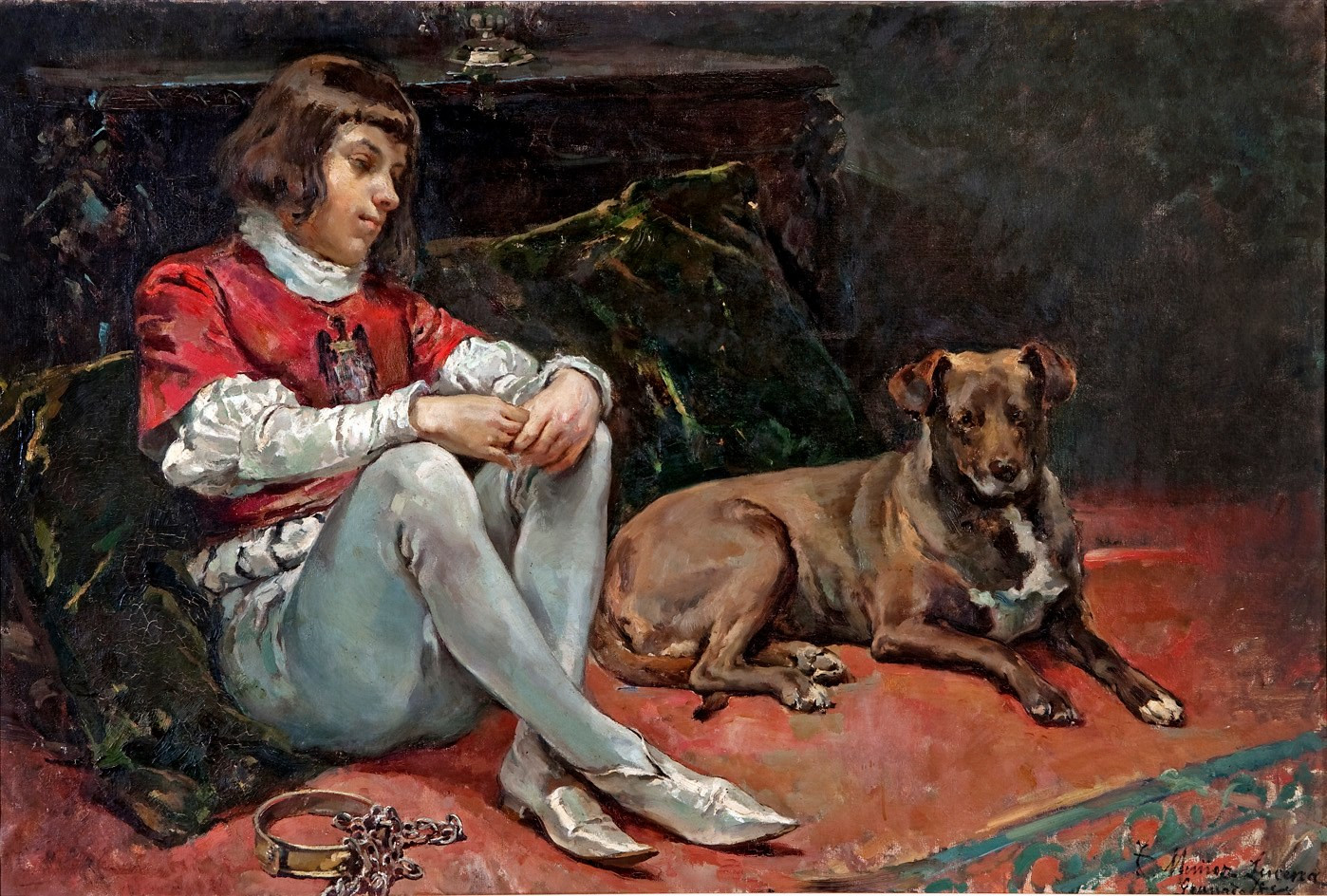
La prisión del Príncipe de Viana (1888) de Tomás Muñoz Lucena (Museo de Bellas Artes de Córdoba)

En septiembre de 1460 Juan II convocó las Cortes catalanas en Lérida y pidió a su hijo Carlos de Viana que se reuniera con él en esa localidad para concretar su boda con la princesa Catalina de Portugal y evitar así el matrimonio de don Carlos con la infanta castellana Isabel, proyecto del que el rey Juan II había tenido conocimiento gracias a un emisario de los magnates castellanos que se oponían a Enrique IV ―este emisario también le había transmitido los temores del suegro de Juan II, el almirante de Castilla, de que el príncipe de Viana, de acuerdo con el rey castellano, quería arrebatarle la Corona aragonesa―. Durante el viaje desde Barcelona don Carlos se encontró con varios emisarios del rey Enrique IV, que le comunicaron su conformidad sobre la proyectada alianza contra Juan II de Aragón, basada en su matrimonio con la infanta Isabel, que el rey castellano deseaba «más que cosa en la vida», y advirtiéndole que su padre jamás daría el consentimiento para el matrimonio «porque lo quería más para el infante [Fernando], su hijo». Al mismo tiempo, miembros de su séquito le aseguraban que su padre quería arrebatarle el reino de Navarra para concedérselo a su hermanastro, incluso que intentaba envenenarle y que la mejor opción sería pasar a Castilla para desde allí entablar una guerra y conseguir el reconocimiento de sus derechos a las dos Coronas, la de Navarra y la de Aragón.
Los contactos con los emisarios del rey castellano y lo que se decía en el entorno de Carlos de Viana llegaron a conocimiento del rey Juan II. Aunque al principio se negó a creer lo que sus espías le informaban, finalmente tomó una drástica decisión: ordenar la detención de Carlos de Viana, que se llevó a cabo en Lérida el 2 de diciembre de 1460. También fue detenido su principal consejero, el gran prior de Navarra. En la decisión, que Jaume Vicens Vives califica como «insigne torpeza», tuvo un papel determinante la reina Juana Enríquez, quien tras suplicarle que lo detuviera,mostró al rey dos supuestas cartas incriminatorias de don Carlos que Juan II no pudo comprobar que eran ciertamente suyas, pues en aquel momento estaba casi completamente ciego ―contaba con 62 años de edad y padecía de cataratas, que años más tarde le curaría un cirujano judío ―.

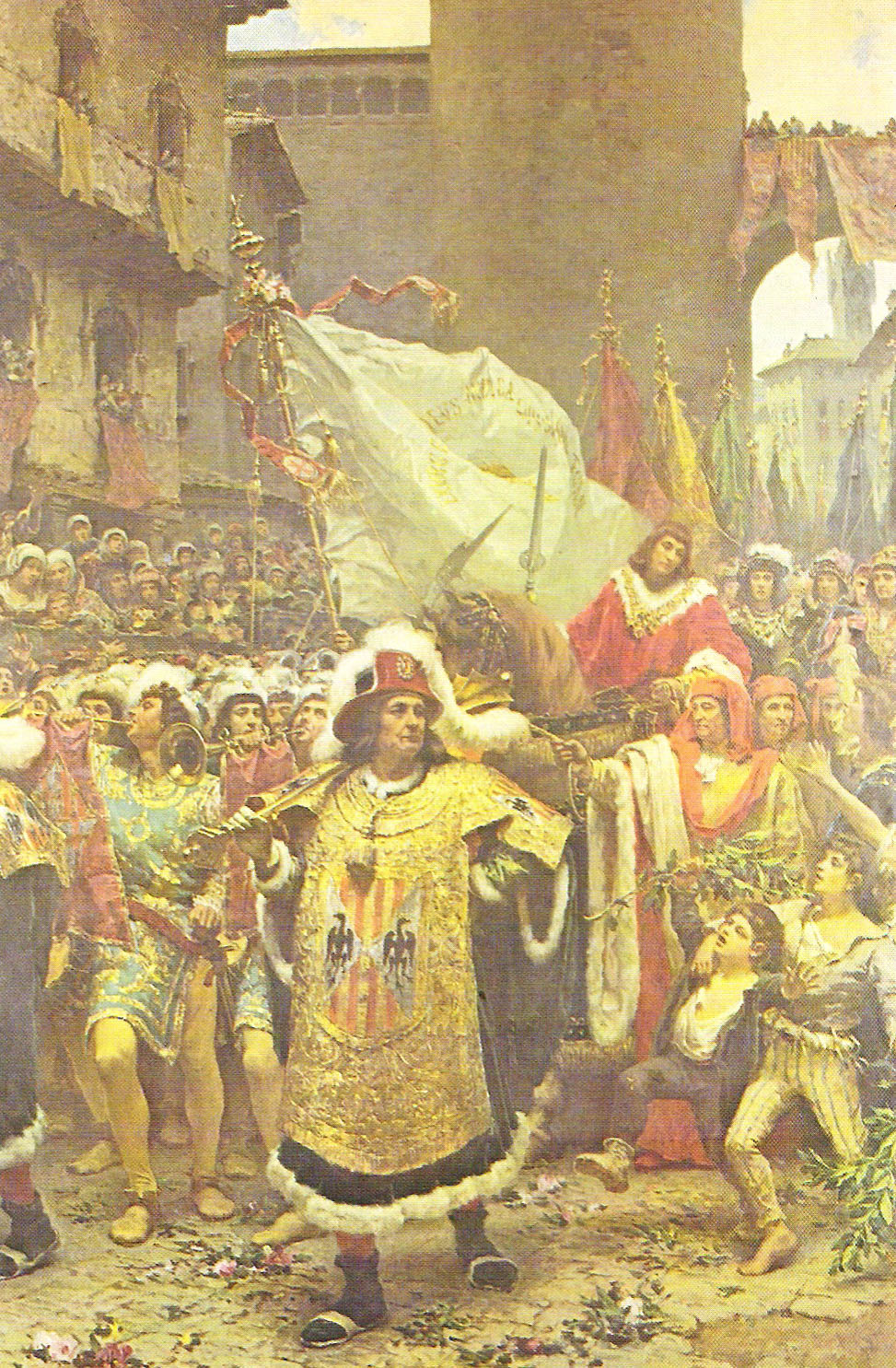
Entrada del Príncipe de Viana en Barcelona (1885) de Ramón Tusquets.

La detención de Carlos de Viana avivó la guerra civil de Navarra, además de provocar el levantamiento de Cataluña de 1460-1461, prólogo de la guerra civil catalana de 1462-1472, y el rechazo de la mayor parte de las cortes europeas. Sin embargo, su puesta en libertad el 25 de febrero de 1461 y su regreso triunfal a Barcelona el 12 de marzo ―donde fue recibido «no como un hombre, sino como un símbolo»―, no impidió un nuevo levantamiento beaumontés ―acompañado de la amenaza de un ejército castellano desde la Rioja― que obligó al rey Juan II de Aragón a trasladarse de Zaragoza a Sangüesa para hacerle frente, mientras su esposa Juana Enríquez negociaba un acuerdo con las instituciones catalanas sublevadas y que conduciría a la firma en junio de la Capitulación de Vilafranca. En ese acuerdo, Carlos de Viana logró introducir un capítulo referente a Navarra, según el cual los castillos de este reino pasarían a estar gobernados por nobles catalanes, aragoneses y valencianos, una pretensión que era imposible de cumplir, pues la guerra civil navarra continuaba.
El 24 de junio, en virtud de lo acordado en la Capitulación de Vilafranca y sólo tres días después de su firma, se celebró en la catedral de Barcelona la solemne proclamación de don Carlos de Viana como Lugarteniente General de Cataluña y el 31 de julio fue reconocida su primogenitura. Sin embargo dos meses después, el 23 de septiembre de 1461, moría en Barcelona el príncipe de Viana.
Durante los tres meses que había ejercido como lugarteniente, como ha destacado Agustín Rubio Vela, «su poder político efectivo siguió siendo bien escaso". En el curso de las negociaciones de Vilafranca había sido relegado por los dirigentes catalanes, lo que pone de manifiesto que, pese a la apariencia de unidad, sus intereses no eran plenamente coincidentes con los de ellos... Zurita observó que la "mucha desconfianza de los principales barones de Cataluña" fue una de las causas que lo afligieron en los últimos tiempos, cuando se agravaba su enfermedad». Esto también se reflejó en el plano financiero, pues «la penuria económica que arrastraba [el príncipe] desde hacía años, lejos de desaparecer, se incrementó, ya que tropezó con la sistemática negativa de las instituciones catalanas a sus peticiones de dinero».

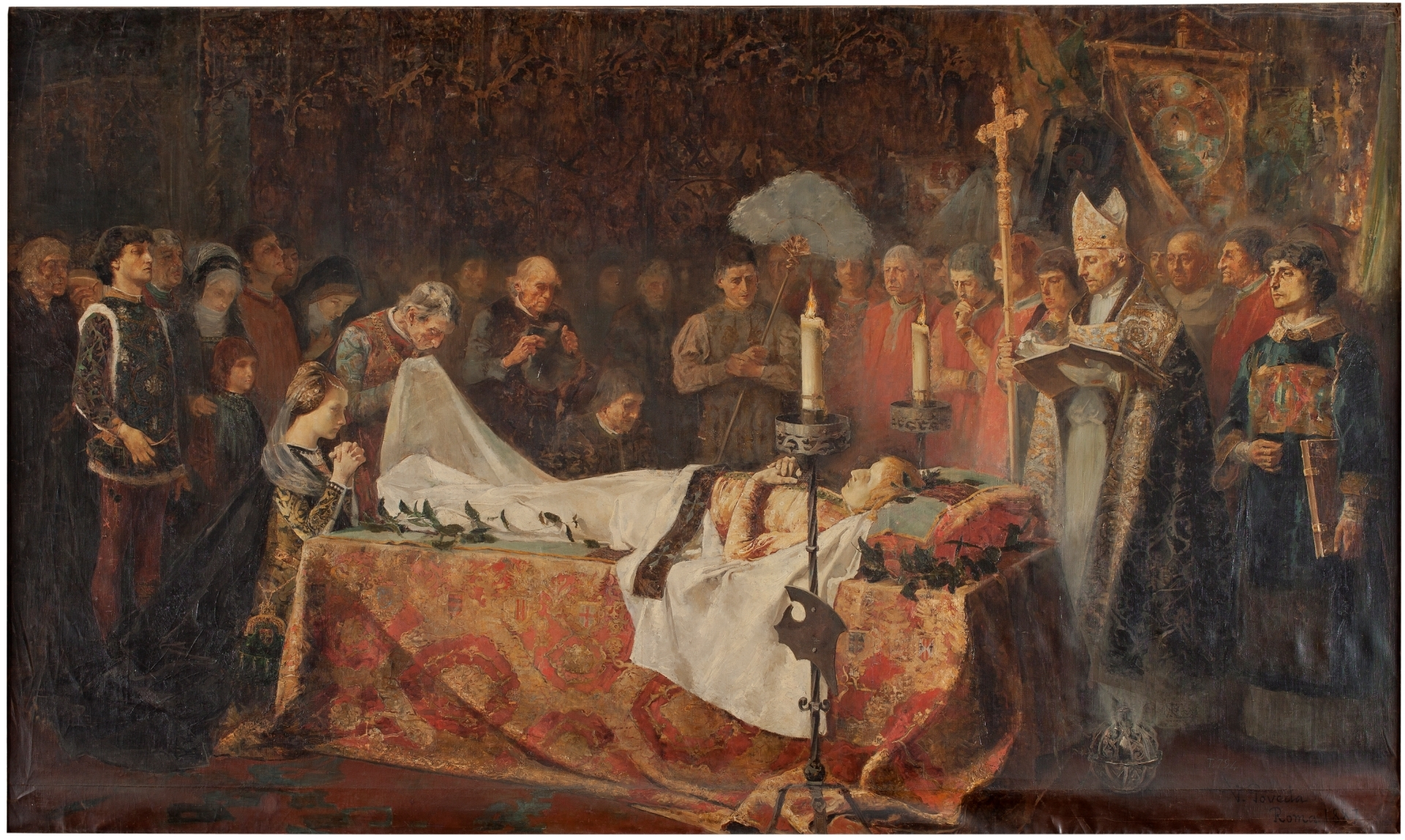
Muerte del príncipe de Viana (1887) de Vicente Poveda y Juan.

En cuanto a su muerte, se llegó a decir que había sido causada por un veneno suministrado por su madrastra, la reina Juana Enríquez. Pero esta acusación, según José María Lacarra, «carece de fundamento». Y en cuanto a su padre, «está también libre de toda sospecha». «La realidad —concluye Lacarra— es que la salud del príncipe, siempre precaria, se había resentido durante su estancia en Italia; de Mallorca salió porque los aires no le convenían; las prisiones y las emociones de los últimos meses fueron debilitando su cuerpo... Su muerte hay que atribuirla a un proceso avanzado de tuberculosis, según reveló la autopsia».
La noticia de la muerte de Carlos de Viana causó una honda conmoción en Barcelona, convirtiéndole en un mito dotado de poderes milagrosos ―«sant Karles de Catalunya», en el decir popular―, como se puede comprobar en la forma en que los diputados del General, en palabras del escribano Bartomeu Sellent, expresaron su pesar por el fallecimiento del «primogénito»:

¡Oh, cuánta gloria es para el señor rey haber tenido tal hijo en la tierra y ahora en el cielo celestial! ¡Oh, bienaventurada Cataluña, que ha sido merecedora, por la clemencia y bondad divina, de haber cohabitado entre los catalanes y dejado su cuerpo entre ellos tal señor! ¡Oh, contentísimos ánimos de aquellos que, con una buena y recta intención, han servido a dicho señor primogénito, cuyos méritos y plegarias obtendrán para sus devotos, como indudablemente se cree, gracia y bendición divina en este mundo y gloria perpetua en el otro!

En su testamento, después de legar 36.000 florines a sus hijos ilegítimos Ana, Felipe y Juan Alfonso, dejó el reino de Navarra a su hermana doña Blanca siguiendo lo establecido en el testamento de su madre Blanca I de Navarra.

## Familia e hijos

Escudo de Carlos de Viana, terciado en pal (a la manera aragonesa), con las armas heredadas de su padre: 1.º Partido dimidiado de Aragón; 2.º Cuartelado de Navarra y Évreux: 3.º Partido dimidiado del cuartelado en aspa de Aragón, Castilla y León.

Contrajo matrimonio en el castillo de Olite con Inés de Cleves el 30 de septiembre de 1439. Inés era hija del duque Adolfo I de Clèveres y sobrina de Felipe III el Bueno, duque de Borgoña. Murió a los nueve años de casados (6 de abril de 1448), sin tiempo para haber tenido descendencia con Carlos.
El príncipe de Viana no volvió a casarse, aunque hubo varios proyectos frustrados de alianzas matrimoniales, uno de ellos con la infanta Isabel, hermana de Enrique IV de Castilla, futura Isabel la Católica. Mas Juan II no vio con buenos ojos aquel matrimonio que daría una fuerza superior a su hijo y procuró por todos los medios deshacer el compromiso, tratando de casarle con Catalina de Portugal, hija del rey Eduardo I de Portugal. Esta alianza no era en cambio del agrado de Enrique IV de Castilla, casado con Juana de Portugal, la hermana de esta. Años más tarde, Isabel se casaría con un príncipe un año más joven que ella, Fernando, el hermanastro de Carlos.
En 1451, desposó "por mano" a doña Leonor de Velasco, hija de don Pedro Fernández de Velasco, condestable de Castilla, pero por razones desconocidas, no se consumó el matrimonio y ella más tarde ingresó de monja en el Monasterio de Santa Clara de Medina del Pomar, donde es mencionada como la "princesa doña Leonor de Velasco". 

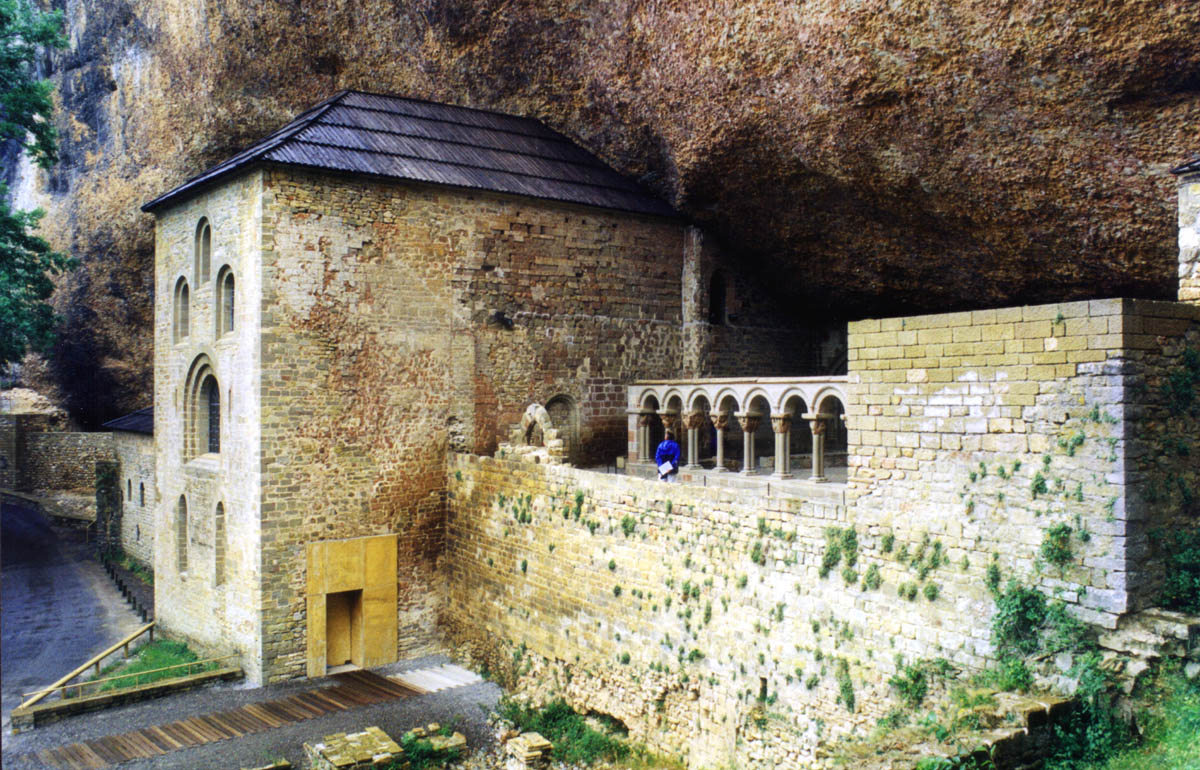
Juan Alfonso de Navarra, hijo ilegítimo de Carlos de Viana, fue abad del monasterio de San Juan de la Peña.

El príncipe de Viana tuvo varias amantes. A los 30 años se enamoró de María de Armendáriz, doncella de su hermana Leonor con la que prometió casarse si le daba un hijo varón, pero le dio una hija:
- Ana (1451-1477), que casaría con Luis de la Cerda y de la Vega, V Conde y I Duque de Medinaceli.

Durante su estancia en Nápoles se enamoró de Brianda de Vega (conocida como «de Vaca», hasta ahora), 4 una hermosa mujer que le acompañaría hasta su muerte. Tuvo con ella un hijo: 
- Felipe (1456-1488), conde de Beaufort y arzobispo de Palermo, cargo que no ocuparía, a cambio del Maestrazgo de Montesa que le ofreció su tío Fernando, con el que participó en campaña contra Granada, donde murió.

Estuvo a punto de casarse con Brianda y antes de su muerte sus amigos le instaron a que lo hiciese in articulo mortis, para dejar a Felipe como heredero. Sin embargo, Carlos comprendió que la herencia que le iba a dejar sería muy pesada para aquel niño y sólo serviría para continuar las luchas fratricidas. Por ello, prefirió dejar a su hermana Blanca, exesposa con matrimonio anulado eclesiásticamente de Enrique IV de Castilla, como su legítima sucesora.
En Sicilia se enamoró de una doncella de baja extracción, a quien se conoce con el nombre de Cappa, con la que tuvo otro hijo:
- Juan (1459-1529), que luego fue abad de San Juan de la Peña y obispo de Huesca.

Otro de los amores del príncipe de Viana fue Guiomar de Sayas.

## Semblanza
Físicamente, Carlos de Viana, tenía el pelo color castaño claro, los ojos grises, la nariz larga y recta, la cara pálida y delgada y una estatura levemente superior a la media. Lucio Marineo Sículo dice de él que «no le faltaba nada para ser un Príncipe perfecto». Era un hombre culto y amable, aficionado a la música y la literatura.
El capellán del rey de la Corona de Aragón Alfonso el Magnánimo hace la siguiente descripción de Carlos de Viana:

Fue muy bello, muy sabio, muy agudo, y muy claro de entendimiento; gran trovador, gran y buen músico, danzante y cabalgador, cumplido en todo amor y gracia; con mucha ciencia; todo el tiempo de su vida amó al estudio; fue verdadero y devoto cristiano, con gracia y amor para todas las gentes del mundo.

Por su parte, Gonzalo de Santa María lo describe así:

Era de estatura media o un poco mayor, de cara delgada y aspecto sereno y grave, con una expresión melancólica; tan magnífico y espléndido, según le había educado su madre, que cada día daba a quien quería cinco áureos; se deleitaba mucho con la música, gozaba con la compañía de literatos, y cultivaba toda clase de disciplinas, especialmente la filosofía moral y la teología; con un ingenio muy dispuesto para las artes mecánicas, lo tuvo para la pintura mucho más de lo que pudiera creerse.

Su escudo de armas personal representaba a dos sabuesos o lebreles que reñían entre sí por un hueso, una alusión a la disputa que los reyes de Francia y Castilla mantenían por el control del reino de Navarra, junto al lema «Utrimque roditur», «Por todas partes me roen».

## Producción literaria
Crónica de los Reyes de Navarra
Tras ser derrotado en la batalla de Aibar —donde combatió contra su padre, Juan II de Aragón— el año 1451, el Príncipe de Viana fue encarcelado. Durante su estancia en prisión, empezó a escribir la Crónica de los Reyes de Navarra. No la terminará hasta 1454. En dicha obra, se explica la historia de la monarquía navarra desde sus orígenes en Pamplona hasta la coronación de Carlos III, abuelo del Príncipe. Existen desajustes acerca de las posibles partes que podría haber escrito el Príncipe de Viana. Algunas opiniones sostienen la teoría de que la mayor parte de la crónica escrita por el Príncipe es una copia de la que escribió, a principios del siglo XV, García López de Roncesvalles.
Traducción de la Ética a Nicómaco de Aristóteles
Durante la estancia en la corte de Nápoles, entre los años 1457 y 1458, rodeado de un ambiente intelectual, Carlos II realizó la traducción castellana de la versión en latín de  Leonardo Bruni de Arezzo, realizada entre 1416 y 1417, ya que no tenía conocimientos de la lengua griega. Esta obra la dedicó a su tío Alfonso el Magnánimo. La intención final de la traducción era cristianizar la filosofía antigua.
Epístola a los valientes letrados de España
La Epístola a los valientes letrados de España, es un intento de persuasión por parte del Príncipe de Viana a los letrados e intelectuales de la época. En ella se solicita la armonización entre las ideas de la Ética a Nicómaco de Aristóteles y la fe cristiana.
Traducción de De toda condición de la nobleza de Plutarco
Traduce de la versión de Angelo de Decembri.
Debates epistolares con Joan Roís de Corella
Debido a su afición por el género epistolar, mantuvo contacto con Joan Roís de Corella entre el período comprendido desde agosto de 1459 y hasta junio de 1461, año de su muerte. En estos debates discutían acerca de cuestiones universales, como por ejemplo el amor.

## Mecenazgo

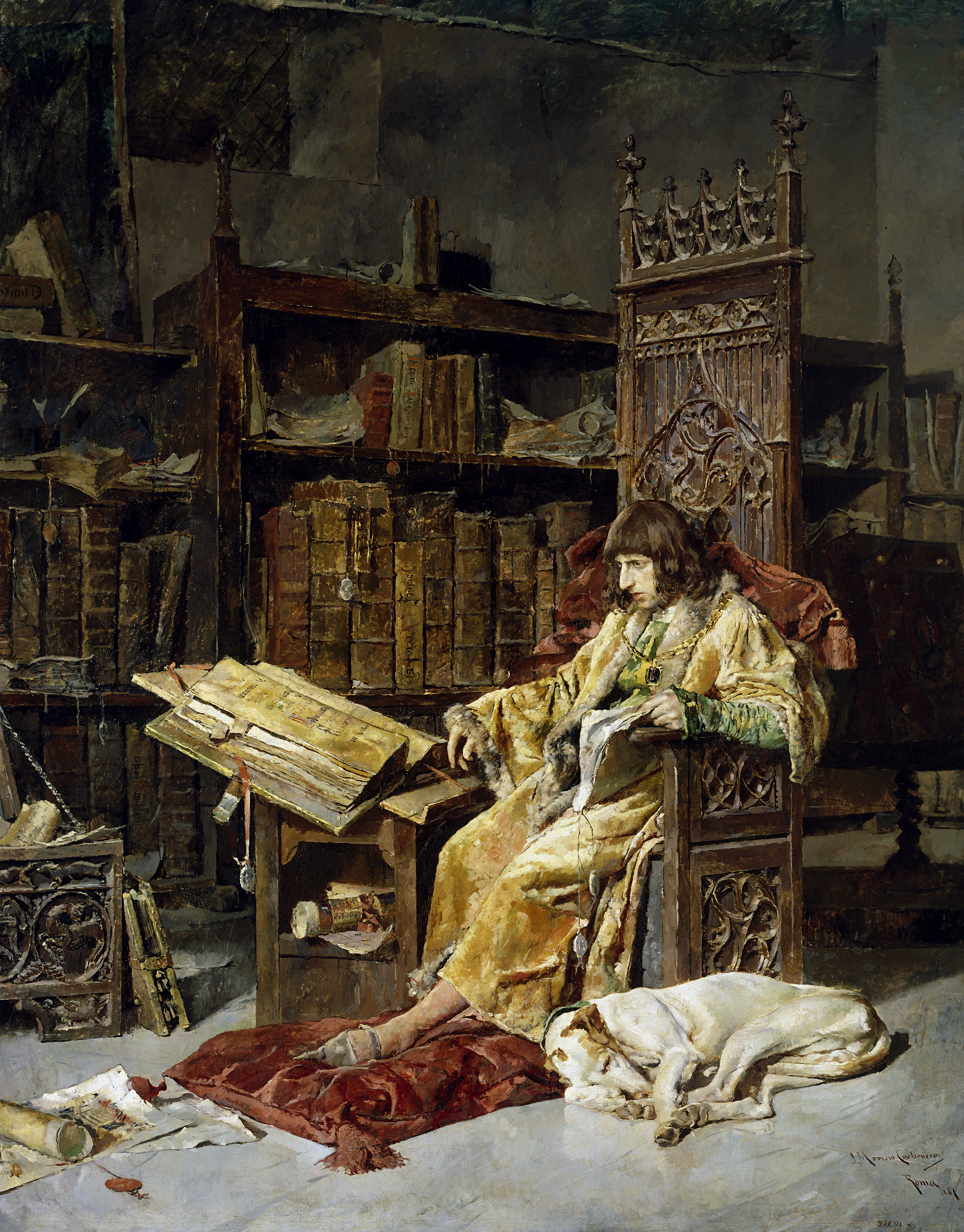
El príncipe don Carlos de Viana, por José Moreno Carbonero (1881), Museo del Prado.

Al aludir a la figura de Carlos de Viana, se debe entender como un príncipe estrechamente ligado al arte, por lo que también es un príncipe relacionado con la figura de los mecenas.
Aunque la figura de Carlos no ha sido a la que más relevancia histórica se le ha dado, tal y como queda patente en la cita, su huella artística sí que ha quedado plasmada en lienzos, como el del artista José Moreno Carbonero del 1881, en el que es retratado en su biblioteca privada. Este retrato muestra la figura de un príncipe humanista apasionado por la cultura y el arte, en el que podrían destacar la música, la pintura, la poesía y en general la literatura. Por este hecho, puede considerarse también cómo un promotor del humanismo dentro del reino hispano.

## Influencias
Como señala Desdevises du Dezert, el príncipe de Viana se centraba más en la lectura de la prosa y los discursos de filósofos como Aristóteles, Séneca, Esopo, las cartas de Cicerón, etc, que en los textos que uno asumiría leídos por todo renacentista, como Homero, Virgilio y otros poetas clásicos. Gracias al Inventario de los bienes del Príncipe de Viana que se ha conservado, se sabe que la biblioteca del príncipe Carlos albergaba una destacada colección de obras filosóficas, que incluía varias copias de la Ética de Aristóteles, comentarios de dicho texto y una gran cantidad de obras de teología (varias Biblias completas, copias del Nuevo Testamento en griego y un alfabeto griego). Su biblioteca también contenía obras tanto clásicas como medievales, en latín y en lengua vulgar. Entre ellas, novelas de caballerías (Del sant greal, Tristany de Leonis, Ogier le Danois) y obras clásicas (Orationes Demostenis, Tullius de Officiis, De finibus boborum et malorum, Epistole familiares Tullii, Epistole Senece, Epistole Falaridis et Cratis, Comentariorum Cesaris, Epitoma Titulivii, Cornelius Tacitus y Tragedias Senece entre otras). Muchas de estas obras influenciaron y afectaron la breve producción literaria de Carlos de Viana
Su traducción de la Ética de Aristóteles se basa en la traducción al latín de Leonardo Bruni. No por casualidad optó por la base de la versión de Bruni, pues esta era la más acorde a los presupuestos del humanismo renacentista por su vertiente cultural En las glosas que Carlos incluyó, se muestran influencias de santo Tomás y de otros textos medievales. El príncipe también cita dicha traducción en su Crónica de los reyes de Navarra con el fin de justificar su posición política a favor de la verdad:

Pero si miramos en que grado nuestra justicia e verdad nos astringue a la defensión e sostenimiento de aquellas, esta sola caussa nos seria asaz suficiente para la prosecución de nuestra presente scriptura, allegándonos adaquella determinación de Aristóteles scripta en el primero libro de las Ethicas sobre la contienda de Platón su thio e de Socrates, al qual Platón debía onrrar por deudo que tenía con él, e dixo así: “Nam cum ambo sint amici sanctium est honori veritatem prefferre”, que quiere dezir, aunque los dos sean mis amigos, mas sancta cosa es la verdad a la honor preferir, e esta es la primera razon que nos mueve.

No solamente cita a Aristóteles mediante Bruni, sino que además emplea el lenguaje de la traducción latina sobre virtudes y vicios para escribir sus argumentos tanto a favor como en contra de seguir con la Crónica hasta su tiempo contemporáneo, hecho que pone de manifiesto la familiaridad del príncipe con la Ética antes de 1455, la última fecha de revisión de la Crónica.

## Ancestros
| \| \| \| \| \| \| \| \| \| \| \| \| \| \| \| \| \| \| \| \| 16. Infante Enrique de Transtámara =(14) \| \| \| \| \| \| \| \| \| \| \| \| \| \| \| \| \| \| \| \| \| \| \| \| \| \| \| \| \| \| \| \| \| \| \| \| \| \| \| \| \| \| \| \| \| \| \| \| \| \| \| \| \| \| 8. Rey Juan I de Castilla2043 \| \| \| \| \| \| \| \| \| \| \| \| \| \| \| \| \| \| \| \| \| \| \| \| \| \| \| \| \| \| \| \| \| \| \| \| \| \| \| \| \| \| \| \| \| \| \| \| \| \| \| \| \| \| 17. Infanta Juana de Castilla =(15) \| \| \| \| \| \| \| \| \| \| \| \| \| \| \| \| \| \| \| \| \| \| \| \| \| \| \| \| \| \| \| \| \| \| \| \| \| \| \| \| \| \| \| \| \| \| \| \| \| \| \| \| \| \| 4. Rey Ferdinando I de Aragón \| \| \| \| \| \| \| \| \| \| \| \| \| \| \| \| \| \| \| \| \| \| \| \| \| \| \| \| \| \| \| \| \| \| \| \| \| \| \| \| \| \| \| \| \| \| \| \| \| \| \| \| \| \| 18. Rey Pedro IV de Aragón \| \| \| \| \| \| \| \| \| \| \| \| \| \| \| \| \| \| \| \| \| \| \| \| \| \| \| \| \| \| \| \| \| \| \| \| \| \| \| \| \| \| \| \| \| \| \| \| \| \| \| \| \| \| 9. Reina Leonor de Aragón204397 \| \| \| \| \| \| \| \| \| \| \| \| \| \| \| \| \| \| \| \| \| \| \| \| \| \| \| \| \| \| \| \| \| \| \| \| \| \| \| \| \| \| \| \| \| \| \| \| \| \| \| \| \| \| 19. Princesa Leonor de Sicilia \| \| \| \| \| \| \| \| \| \| \| \| \| \| \| \| \| \| \| \| \| \| \| \| \| \| \| \| \| \| \| \| \| \| \| \| \| \| \| \| \| \| \| \| \| \| \| \| \| \| \| \| \| \| 2. Rey Juan II de Aragón \| \| \| \| \| \| \| \| \| \| \| \| \| \| \| \| \| \| \| \| \| \| \| \| \| \| \| \| \| \| \| \| \| \| \| \| \| \| \| \| \| \| \| \| \| \| \| \| \| \| \| \| \| \| 20. Rey Alfonso XI de Castilla \| \| \| \| \| \| \| \| \| \| \| \| \| \| \| \| \| \| \| \| \| \| \| \| \| \| \| \| \| \| \| \| \| \| \| \| \| \| \| \| \| \| \| \| \| \| \| \| \| \| \| \| \| \| 10. Sancho Alfonso I Conde de Alburquerque \| \| \| \| \| \| \| \| \| \| \| \| \| \| \| \| \| \| \| \| \| \| \| \| \| \| \| \| \| \| \| \| \| \| \| \| \| \| \| \| \| \| \| \| \| \| \| \| \| \| \| \| \| \| 21. Leonor de Guzmán \| \| \| \| \| \| \| \| \| \| \| \| \| \| \| \| \| \| \| \| \| \| \| \| \| \| \| \| \| \| \| \| \| \| \| \| \| \| \| \| \| \| \| \| \| \| \| \| \| \| \| \| \| \| 5. Reina Leonor de Alburquerque \| \| \| \| \| \| \| \| \| \| \| \| \| \| \| \| \| \| \| \| \| \| \| \| \| \| \| \| \| \| \| \| \| \| \| \| \| \| \| \| \| \| \| \| \| \| \| \| \| \| \| \| \| \| 22. Rey Pedro I de Portugal \| \| \| \| \| \| \| \| \| \| \| \| \| \| \| \| \| \| \| \| \| \| \| \| \| \| \| \| \| \| \| \| \| \| \| \| \| \| \| \| \| \| \| \| \| \| \| \| \| \| \| \| \| \| 11. Infanta Beatrice de Porugal \| \| \| \| \| \| \| \| \| \| \| \| \| \| \| \| \| \| \| \| \| \| \| \| \| \| \| \| \| \| \| \| \| \| \| \| \| \| \| \| \| \| \| \| \| \| \| \| \| \| \| \| \| \| 23. Inés de Castro \| \| \| \| \| \| \| \| \| \| \| \| \| \| \| \| \| \| \| \| \| \| \| \| \| \| \| \| \| \| \| \| \| \| \| \| \| \| \| \| \| \| \| \| \| \| \| \| \| \| \| \| \| \| 1. Infante Carlos de Navarra \| \| \| \| \| \| \| \| \| \| \| \| \| \| \| \| \| \| \| \| \| \| \| \| \| \| \| \| \| \| \| \| \| \| \| \| \| \| \| \| \| \| \| \| \| \| \| \| \| \| \| \| \| \| 24. Rey Felipe I de Navarra \| \| \| \| \| \| \| \| \| \| \| \| \| \| \| \| \| \| \| \| \| \| \| \| \| \| \| \| \| \| \| \| \| \| \| \| \| \| \| \| \| \| \| \| \| \| \| \| \| \| \| \| \| \| 12. Rey Carlo II de Navarra \| \| \| \| \| \| \| \| \| \| \| \| \| \| \| \| \| \| \| \| \| \| \| \| \| \| \| \| \| \| \| \| \| \| \| \| \| \| \| \| \| \| \| \| \| \| \| \| \| \| \| \| \| \| 25. Juana II de Navarra \| \| \| \| \| \| \| \| \| \| \| \| \| \| \| \| \| \| \| \| \| \| \| \| \| \| \| \| \| \| \| \| \| \| \| \| \| \| \| \| \| \| \| \| \| \| \| \| \| \| \| \| \| \| 6. Rey Carlos III de Navarra \| \| \| \| \| \| \| \| \| \| \| \| \| \| \| \| \| \| \| \| \| \| \| \| \| \| \| \| \| \| \| \| \| \| \| \| \| \| \| \| \| \| \| \| \| \| \| \| \| \| \| \| \| \| 26. Rey Juan II de Francia \| \| \| \| \| \| \| \| \| \| \| \| \| \| \| \| \| \| \| \| \| \| \| \| \| \| \| \| \| \| \| \| \| \| \| \| \| \| \| \| \| \| \| \| \| \| \| \| \| \| \| \| \| \| 13. Joan de Valois Reina de Navarra \| \| \| \| \| \| \| \| \| \| \| \| \| \| \| \| \| \| \| \| \| \| \| \| \| \| \| \| \| \| \| \| \| \| \| \| \| \| \| \| \| \| \| \| \| \| \| \| \| \| \| \| \| \| 27. Reina Bona de Francia \| \| \| \| \| \| \| \| \| \| \| \| \| \| \| \| \| \| \| \| \| \| \| \| \| \| \| \| \| \| \| \| \| \| \| \| \| \| \| \| \| \| \| \| \| \| \| \| \| \| \| \| \| \| 3. Blanca I de Navarra \| \| \| \| \| \| \| \| \| \| \| \| \| \| \| \| \| \| \| \| \| \| \| \| \| \| \| \| \| \| \| \| \| \| \| \| \| \| \| \| \| \| \| \| \| \| \| \| \| \| \| \| \| \| 28.Rey Alfonso XI de Leon =(20) \| \| \| \| \| \| \| \| \| \| \| \| \| \| \| \| \| \| \| \| \| \| \| \| \| \| \| \| \| \| \| \| \| \| \| \| \| \| \| \| \| \| \| \| \| \| \| \| \| \| \| \| \| \| 14. Rey Enrique II de Castilla El Fratricida \| \| \| \| \| \| \| \| \| \| \| \| \| \| \| \| \| \| \| \| \| \| \| \| \| \| \| \| \| \| \| \| \| \| \| \| \| \| \| \| \| \| \| \| \| \| \| \| \| \| \| \| \| \| 29. Doña Leonor de Guzmán =(21) \| \| \| \| \| \| \| \| \| \| \| \| \| \| \| \| \| \| \| \| \| \| \| \| \| \| \| \| \| \| \| \| \| \| \| \| \| \| \| \| \| \| \| \| \| \| \| \| \| \| \| \| \| \| 7. Reina Eleanor de Castilla \| \| \| \| \| \| \| \| \| \| \| \| \| \| \| \| \| \| \| \| \| \| \| \| \| \| \| \| \| \| \| \| \| \| \| \| \| \| \| \| \| \| \| \| \| \| \| \| \| \| \| \| \| \| 30. Infante Juan de Castilla \| \| \| \| \| \| \| \| \| \| \| \| \| \| \| \| \| \| \| \| \| \| \| \| \| \| \| \| \| \| \| \| \| \| \| \| \| \| \| \| \| \| \| \| \| \| \| \| \| \| \| \| \| \| 15. Infanta Juana Manuel \| \| \| \| \| \| \| \| \| \| \| \| \| \| \| \| \| \| \| \| \| \| \| \| \| \| \| \| \| \| \| \| \| \| \| \| \| \| \| \| \| \| \| \| \| \| \| \| \| \| \| \| \| \| 31. Infanta Blanca de La Cerda \| \| \| \| \| \| \| \| \| \| \| \| \| \| \| \| \| \| \| \| \| \| \| \| \| \| \| \| \| \| \| \| \| \| \| \| \| \| \| \| \| \| \| \| \| \| \| \| \| \| \| \| |                                              |  |  |  |  |  |  |  |  |  |  |  |  |  |  |  |
| |                                              |  |  |  |  |  |  |  |  |  |  |  |  |  |  |  |
| | 16. Infante Enrique de Transtámara =(14)     |  |  |  |  |  |  |  |  |  |  |  |  |  |  |  |
| |                                              |  |  |  |  |  |  |  |  |  |  |  |  |  |  |  |
| |                                              |  |  |  |  |  |  |  |  |  |  |  |  |  |  |  |
| | 8. Rey Juan I de Castilla2043                |  |  |  |  |  |  |  |  |  |  |  |  |  |  |  |
| |                                              |  |  |  |  |  |  |  |  |  |  |  |  |  |  |  |
| |                                              |  |  |  |  |  |  |  |  |  |  |  |  |  |  |  |
| | 17. Infanta Juana de Castilla =(15)          |  |  |  |  |  |  |  |  |  |  |  |  |  |  |  |
| |                                              |  |  |  |  |  |  |  |  |  |  |  |  |  |  |  |
| |                                              |  |  |  |  |  |  |  |  |  |  |  |  |  |  |  |
| | 4. Rey Ferdinando I de Aragón                |  |  |  |  |  |  |  |  |  |  |  |  |  |  |  |
| |                                              |  |  |  |  |  |  |  |  |  |  |  |  |  |  |  |
| |                                              |  |  |  |  |  |  |  |  |  |  |  |  |  |  |  |
| | 18. Rey Pedro IV de Aragón                   |  |  |  |  |  |  |  |  |  |  |  |  |  |  |  |
| |                                              |  |  |  |  |  |  |  |  |  |  |  |  |  |  |  |
| |                                              |  |  |  |  |  |  |  |  |  |  |  |  |  |  |  |
| | 9. Reina Leonor de Aragón204397              |  |  |  |  |  |  |  |  |  |  |  |  |  |  |  |
| |                                              |  |  |  |  |  |  |  |  |  |  |  |  |  |  |  |
| |                                              |  |  |  |  |  |  |  |  |  |  |  |  |  |  |  |
| | 19. Princesa Leonor de Sicilia               |  |  |  |  |  |  |  |  |  |  |  |  |  |  |  |
| |                                              |  |  |  |  |  |  |  |  |  |  |  |  |  |  |  |
| |                                              |  |  |  |  |  |  |  |  |  |  |  |  |  |  |  |
| | 2. Rey Juan II de Aragón                     |  |  |  |  |  |  |  |  |  |  |  |  |  |  |  |
| |                                              |  |  |  |  |  |  |  |  |  |  |  |  |  |  |  |
| |                                              |  |  |  |  |  |  |  |  |  |  |  |  |  |  |  |
| | 20. Rey Alfonso XI de Castilla               |  |  |  |  |  |  |  |  |  |  |  |  |  |  |  |
| |                                              |  |  |  |  |  |  |  |  |  |  |  |  |  |  |  |
| |                                              |  |  |  |  |  |  |  |  |  |  |  |  |  |  |  |
| | 10. Sancho Alfonso I Conde de Alburquerque   |  |  |  |  |  |  |  |  |  |  |  |  |  |  |  |
| |                                              |  |  |  |  |  |  |  |  |  |  |  |  |  |  |  |
| |                                              |  |  |  |  |  |  |  |  |  |  |  |  |  |  |  |
| | 21. Leonor de Guzmán                         |  |  |  |  |  |  |  |  |  |  |  |  |  |  |  |
| |                                              |  |  |  |  |  |  |  |  |  |  |  |  |  |  |  |
| |                                              |  |  |  |  |  |  |  |  |  |  |  |  |  |  |  |
| | 5. Reina Leonor de Alburquerque              |  |  |  |  |  |  |  |  |  |  |  |  |  |  |  |
| |                                              |  |  |  |  |  |  |  |  |  |  |  |  |  |  |  |
| |                                              |  |  |  |  |  |  |  |  |  |  |  |  |  |  |  |
| | 22. Rey Pedro I de Portugal                  |  |  |  |  |  |  |  |  |  |  |  |  |  |  |  |
| |                                              |  |  |  |  |  |  |  |  |  |  |  |  |  |  |  |
| |                                              |  |  |  |  |  |  |  |  |  |  |  |  |  |  |  |
| | 11. Infanta Beatrice de Porugal              |  |  |  |  |  |  |  |  |  |  |  |  |  |  |  |
| |                                              |  |  |  |  |  |  |  |  |  |  |  |  |  |  |  |
| |                                              |  |  |  |  |  |  |  |  |  |  |  |  |  |  |  |
| | 23. Inés de Castro                           |  |  |  |  |  |  |  |  |  |  |  |  |  |  |  |
| |                                              |  |  |  |  |  |  |  |  |  |  |  |  |  |  |  |
| |                                              |  |  |  |  |  |  |  |  |  |  |  |  |  |  |  |
| | 1. Infante Carlos de Navarra                 |  |  |  |  |  |  |  |  |  |  |  |  |  |  |  |
| |                                              |  |  |  |  |  |  |  |  |  |  |  |  |  |  |  |
| |                                              |  |  |  |  |  |  |  |  |  |  |  |  |  |  |  |
| | 24. Rey Felipe I de Navarra                  |  |  |  |  |  |  |  |  |  |  |  |  |  |  |  |
| |                                              |  |  |  |  |  |  |  |  |  |  |  |  |  |  |  |
| |                                              |  |  |  |  |  |  |  |  |  |  |  |  |  |  |  |
| | 12. Rey Carlo II de Navarra                  |  |  |  |  |  |  |  |  |  |  |  |  |  |  |  |
| |                                              |  |  |  |  |  |  |  |  |  |  |  |  |  |  |  |
| |                                              |  |  |  |  |  |  |  |  |  |  |  |  |  |  |  |
| | 25. Juana II de Navarra                      |  |  |  |  |  |  |  |  |  |  |  |  |  |  |  |
| |                                              |  |  |  |  |  |  |  |  |  |  |  |  |  |  |  |
| |                                              |  |  |  |  |  |  |  |  |  |  |  |  |  |  |  |
| | 6. Rey Carlos III de Navarra                 |  |  |  |  |  |  |  |  |  |  |  |  |  |  |  |
| |                                              |  |  |  |  |  |  |  |  |  |  |  |  |  |  |  |
| |                                              |  |  |  |  |  |  |  |  |  |  |  |  |  |  |  |
| | 26. Rey Juan II de Francia                   |  |  |  |  |  |  |  |  |  |  |  |  |  |  |  |
| |                                              |  |  |  |  |  |  |  |  |  |  |  |  |  |  |  |
| |                                              |  |  |  |  |  |  |  |  |  |  |  |  |  |  |  |
| | 13. Joan de Valois Reina de Navarra          |  |  |  |  |  |  |  |  |  |  |  |  |  |  |  |
| |                                              |  |  |  |  |  |  |  |  |  |  |  |  |  |  |  |
| |                                              |  |  |  |  |  |  |  |  |  |  |  |  |  |  |  |
| | 27. Reina Bona de Francia                    |  |  |  |  |  |  |  |  |  |  |  |  |  |  |  |
| |                                              |  |  |  |  |  |  |  |  |  |  |  |  |  |  |  |
| |                                              |  |  |  |  |  |  |  |  |  |  |  |  |  |  |  |
| | 3. Blanca I de Navarra                       |  |  |  |  |  |  |  |  |  |  |  |  |  |  |  |
| |                                              |  |  |  |  |  |  |  |  |  |  |  |  |  |  |  |
| |                                              |  |  |  |  |  |  |  |  |  |  |  |  |  |  |  |
| | 28.Rey Alfonso XI de Leon =(20)              |  |  |  |  |  |  |  |  |  |  |  |  |  |  |  |
| |                                              |  |  |  |  |  |  |  |  |  |  |  |  |  |  |  |
| |                                              |  |  |  |  |  |  |  |  |  |  |  |  |  |  |  |
| | 14. Rey Enrique II de Castilla El Fratricida |  |  |  |  |  |  |  |  |  |  |  |  |  |  |  |
| |                                              |  |  |  |  |  |  |  |  |  |  |  |  |  |  |  |
| |                                              |  |  |  |  |  |  |  |  |  |  |  |  |  |  |  |
| | 29. Doña Leonor de Guzmán =(21)              |  |  |  |  |  |  |  |  |  |  |  |  |  |  |  |
| |                                              |  |  |  |  |  |  |  |  |  |  |  |  |  |  |  |
| |                                              |  |  |  |  |  |  |  |  |  |  |  |  |  |  |  |
| | 7. Reina Eleanor de Castilla                 |  |  |  |  |  |  |  |  |  |  |  |  |  |  |  |
| |                                              |  |  |  |  |  |  |  |  |  |  |  |  |  |  |  |
| |                                              |  |  |  |  |  |  |  |  |  |  |  |  |  |  |  |
| | 30. Infante Juan de Castilla                 |  |  |  |  |  |  |  |  |  |  |  |  |  |  |  |
| |                                              |  |  |  |  |  |  |  |  |  |  |  |  |  |  |  |
| |                                              |  |  |  |  |  |  |  |  |  |  |  |  |  |  |  |
| | 15. Infanta Juana Manuel                     |  |  |  |  |  |  |  |  |  |  |  |  |  |  |  |
| |                                              |  |  |  |  |  |  |  |  |  |  |  |  |  |  |  |
| |                                              |  |  |  |  |  |  |  |  |  |  |  |  |  |  |  |
| | 31. Infanta Blanca de La Cerda               |  |  |  |  |  |  |  |  |  |  |  |  |  |  |  |
| |                                              |  |  |  |  |  |  |  |  |  |  |  |  |  |  |  |
| |                                              |  |  |  |  |  |  |  |  |  |  |  |  |  |  |  |